# Martin Brunner
Martin Brunner, född 23 april 1963, är en schweizisk före detta professionell fotbollsmålvakt som spelade för fotbollsklubbarna Grasshopper och Lausanne-Sport mellan 1983 och 1999. Han vann tre ligamästerskap med Grasshopper för säsongerna 1983–1984, 1989–1990 och 1990–1991 och sex schweiziska cuper, fyra med Grasshopper (1987–1988, 1988–1989, 1989–1990 och 1993–1994) och två med Lausanne-Sport (1997–1998 och 1997–1998). Brunner spelade också 36 landslagsmatcher för det schweiziska fotbollslandslaget mellan 1989 och 1997.